# Мегион
Мегион (рус. Мегион) град је у Нижњевартовском округу у Хантијско-мансијском аутономном округу, Тјуменска област, Русија, недалеко од десне обале реке Об, близу ушћа реке Меге.
Мегион има 51600 становника. Први пут се спомиње 1810. године, а 1981. нађена је нафта у окружењу града. Мегион је 1980. добио статус града.
Данас је град центар производње нафте и природног гаса.

## Становништво
Према прелиминарним подацима са пописа, у граду је 2010. живело становника, (%) више него 2002.
| 1959. | 1970. | 1979.  | 1989.  | 2002.  | 2010.  |
| ----- | ----- | ------ | ------ | ------ | ------ |
| 400   | 6.431 | 23.629 | 39.783 | 46.566 | 49.449 |